# Neuberg an der Mürz
Neuberg an der Mürz là một đô thị thuộc huyện Mürzzuschlag bang Steiermark, nước Áo. Đô thị Neuberg an der Mürz có diện tích 63,98 km², dân số thời điểm cuối năm 2008 là 732 người.